# Aznakáyevo
Aznakáyevo, Asnakáyevo (ruso: Азнака́ево; tártaro: Aznaqay), es una localidad tártara localizada cerca del río Styarlya, un afluente por la izquierda del Río Ik), 376 km al sur de Kazán. Según el censo ruso de 2002, contaba con 35.412 habitantes. 
Fundada en 1762, se consideró selo en 1859, asentamiento urbano en 1956 y ciudad en 1987.
- Datos: Q102755
- Multimedia: Aznakayevo / Q102755